# Fadogia chrysantha
Fadogia chrysantha är en måreväxtart som beskrevs av Karl Moritz Schumann. Fadogia chrysantha ingår i släktet Fadogia och familjen måreväxter.
Artens utbredningsområde är Angola. Inga underarter finns listade i Catalogue of Life.